# Rhapsody of Fire
Rhapsody of Fire est un groupe de power metal, italien, originaire de Trieste. Le groupe se définit lui-même comme le fondateur du « Hollywood metal ». Initialement nommé Thundercross, puis Rhapsody, le groupe change définitivement de nom en 2006 pour Rhapsody of Fire. Leur musique se caractérise par une instrumentation « épique » privilégiant les envolées musicales aux accents tantôt guerriers, tantôt plus doux. Les textes des cinq premiers albums racontent une seule histoire, démarche qui va donc encore plus loin que celle de l'album-concept. Certains apprécieront la saga et suivront le groupe pour ses belles mélodies ; d'autres reprocheront au groupe d'aller trop loin dans le genre « épique », et de perdre sa créativité en restant dans un style.
Sur les trois premiers albums, la plupart des titres ont une structure de metal mélodique assez typée, rappelant Helloween ou Yngwie Malmsteen pour l'aspect néoclassique de la guitare et de certains arrangements, agrémentés de parties symphoniques. Ils comportent de longues parties instrumentales. L'ensemble est énergique, joyeux et accrocheur. Le style du groupe marque ensuite un revirement avec l'EP Rain of a thousand Flames dont le son est plus sombre. Ils se rapprochent peu à peu du son d'une musique de film, l'aboutissement actuel étant Symphony of Enchanted Lands II - The Dark Secret, où avec les moyens à leur disposition et la voix narrative de Christopher Lee, ils obtiennent un album inspiré et diversifié.

## Biographie

### Débuts (1993–1997)
Concrétisant ainsi son rêve visant à créer un groupe de heavy metal puissant et symphonique qui lui permettrait d'allier sa passion envers la musique classique au plaisir qu'il éprouve à jouer du heavy metal mélodique, Luca Turilli monte le projet Rhapsody avec son ami Alex Staropoli en 1995, dans la ville de Trieste, en Italie. Alors baptisé Thundercross, le groupe s'organise autour de Luca Turilli ; Staropoli s'installe aux claviers et Daniele Carbonera à la batterie. Entre eux se tisseront des liens qui traverseront toutes ces années de dur labeur, tant pour composer que pour répéter, donner des concerts, s'occuper de leur promo ou enregistrer. Les divers changements de chanteur ou de bassiste qui s'ensuivront n'affecteront nullement la détermination du noyau dur qui, depuis le début, ne ménage pas ses efforts pour accéder au succès auquel il aspire. Avec l'adjonction du chanteur Fabio Lione, Rhapsody se met à l'enregistrement de leur futur succès, Legendary Tales. Ce premier album témoigne aisément de l'optimisation de la synergie inhérente au line-up actuel. En imprégnant leurs chansons d'images médiévales, de terres enchantées et de nobles chevaliers livrant bataille contre le Mal, Luca Turilli et ses acolytes réalisent, aussi bien musicalement que textuellement, un metal-opéra d'une rare intensité doublée de positivité. Parfaitement complémentaire de ces thèmes épico-fantastiques, la musique de Rhapsody s'avère être un enchevêtrement inextricable de metal mélodique, de structures empruntées au baroque, d'harmonies chorales, d'influences folk, de percussions dynamisantes, et d'instruments acoustiques à cordes et en bois. Luca Turilli et Alex Staropoli, qui disposent l'un comme l'autre d'une formation classique, composent ensemble les morceaux techniques, quoique émotionnels, caractérisant Rhapsody.
Depuis sa conception, le groupe cherche toujours à s'interdire toute limite en offrant ses talents au plus vaste public possible. Sa première démo, Land of Immortals, sortie en 1994, est enregistrée peu de temps après le rétablissement de Luca Turilli, tombé gravement malade. C'est d'ailleurs cette maquette qui attire l'attention de Limb Schnoor, le dirigeant de Limb Music & Publishing, en Allemagne, lequel leur soumet une proposition. Ayant accepté son offre, le groupe conclut un accord de partenariat avec Limb qui se révèlera relativement déterminant pour sa progression future. Celui-ci a notamment pour conséquence de le renvoyer en studio afin de lui faire enregistrer d'autres titres à des fins promotionnelles. Eternal Glory, la démo résultant de ces sessions, rassemble l'intégralité des compositions de Land of Immortals et en rajoute trois nouvelles. Désormais très recherchée par les collectionneurs[réf. nécessaire], cette maquette tirera le groupe de l'anonymat en lui valant de nombreuses chroniques élogieuses dans la presse spécialisée et plusieurs labels se montreront intéressés.
Malheureusement, les plus grandes réussites sont parfois accompagnées de déconvenues, et Rhapsody doit bientôt faire face aux départs de Cristiano Adacher, et du bassiste Andrea Furlan. Confrontés à ce challenge, Luca Turilli, Alex Staropoli, et Daniele Carbonera continuent, eux, à travailler, et ne tardent pas à s'associer avec l'extraordinaire Fabio Lione. Autrefois membre de Labyrinth, la profondeur et la puissance de sa voix, de même que l'étendue de sa tessiture, sont déjà connues de certains fans. Ce crucial changement de line-up effectué, Rhapsody est dorénavant en mesure de retourner en studio pour y concocter son premier album. Sascha Paeth, l'estimé producteur et guitariste de Heaven's Gate, s'acquittera de sa tâche à la console des Gates Studios à Wolfsbourg en Allemagne, non sans prendre en charge toutes les parties de basse ; son expérience aux côtés d'autres artistes du power metal, dont les brésiliens d'Angra, font de lui l'homme idéal pour diriger les opérations dans le cas de cet album. Entièrement voué à faire partager à son public son expérience musicale, tout en propageant le concept de la lutte du Bien contre le Mal, Rhapsody conserve l'intégrité et l'optique musicale qui furent à l'origine de sa formation.

### DeLegendary TalesàPower of the Dragonflame(1997–2005)
Legendary Tales, leur premier album, sort en 1997, et crée une vraie révolution dans le monde du metal en créant un nouveau style de musique, le « Hollywood metal ». Après un an sans faire parler d'eux (sans concerts, ni conférences de presse), ils reviennent aux côtés du bassiste Alessandro Lotta, et un nouveau single intitulé Emerald Sword. Ce titre est très certainement l'hymne du groupe[réf. nécessaire][pas clair]. Peu de temps après sort l'album Symphony of Enchanted Lands. Cet opus sonne la véritable consécration de Rhapsody, et est d'ailleurs considéré par les fans comme leur meilleur album[réf. nécessaire].
En 2000, ils font paraître Dawn of Victory, un album plus travaillé axé power metal tout en restant dans un univers symphonique. À cela s'ajoute une tournée avec Stratovarius et Sonata Arctica, durant laquelle Daniele Carbonera quitte le groupe, et est remplacé par le batteur allemand Alex Holzwarth. Rhapsody enchaîne ensuite avec un EP magistral afin de faire patienter ses fans, Rain of A Thousand Flames, révélant une musique plus sombre et plus gothique. Leur quatrième album Power of the Dragonflame sort en 2002, concluant la Saga de l'épée d'émeraude, plus classée prog que symphonique, mais où Rhapsody montre son côté éclectique. C'est aussi le départ d'Alessandro Lotta, et l'arrivée du français Dominique Leurquin (ancien membre de Dream Child) en tant que guitariste d'appoint, et second guitariste pour les tournées. Ami de ce dernier, Patrice Guers rejoint le groupe en 2002, lors de la tournée mondiale de Rhapsody, en tant que bassiste. Le bassiste du célèbre guitariste Patrick Rondat deviendra en 2004 membre à part entière du groupe.
Début 2004 sort le best-of intitulé Tales from the Emerald Sword Saga qui clôt la collaboration de Rhapsody avec Limb. Le groupe signe chez un label discographique plus imposant, SPV, avec Magic Circle Music prenant en charge le management. Il s'agit certainement de l'un des tournants les plus importants dans la carrière de Rhapsody[pourquoi ?][réf. nécessaire]. Des moyens exceptionnels sont mis à la disposition du groupe incluant un orchestre philharmonique tchèque qui enregistrera sur le prochain album, ainsi qu'un chœur de 50 personnes, et la narration sera exécutée par le très célèbre acteur Christopher Lee (qui avait interprété Saroumane dans Le Seigneur des anneaux). Le manager du groupe devenant Joey DeMaio, autrement connu comme étant le producteur et bassiste du groupe Manowar. Le groupe entre alors en studio, et enregistre un EP intitulé The Dark Secret, sorti le 28 juin 2004. Mais la consécration vient le 27 septembre 2004 avec la sortie de leur sixième album, qui ouvre la nouvelle Saga Du Sombre Secret, Symphony Of Enchanted Lands Part II - The Dark Secret. Cet album consacre Rhapsody au plus haut niveau de la composition et ouvre une nouvelle ère de métal symphonique, le « Film Score Metal ». En mai 2005, Rhapsody fait paraître un single aux côtés de Christopher Lee, The Magic of the Wizard's Dream, issu du dernier album ; il s'agit d'une reprise en duo avec Fabio Lione, en quatre langages différents, dont une en version française. La même année, le groupe doit changer son nom, Rhapsody, pour Rhapsody of Fire pour problème de droits d'auteur.
Après avoir repris la route avec la tournée Demons Dragons and Warriors en compagnie de Manowar et Hollyhell. Le groupe décide d'enregistrer un album live d'une heure à Montréal, au Québec, intitulé Live in Canada - The Dark Secret 2005.

### Changement de nom etTriumph or Agony(2006–2007)
Quelques mois après, en juillet 2006, le groupe fait part aux fans d'une information plutôt inattendue, Rhapsody change de nom du fait d'un copyright. On ne parle maintenant plus de Rhapsody mais de Rhapsody of Fire. Le nouveau nom ne plait pas vraiment à la plupart des fans du groupe, Rhapsody of Fire tente de calmer les esprits deux jours plus tard en annonçant leur nouvel album : Triumph or Agony sorti le 26 septembre 2006, un album où l'orchestre philharmonique et Christopher Lee sont encore présents, complétés par d'autres acteurs londoniens, faisant de ce septième opus des italiens un véritable film « épique ».
Le premier DVD du groupe. Visions From The Enchanted Lands est commercialisé le 31 juillet 2007, et regroupe différents lives en deux CD, des interviews, reportages, un clip spécialement fait pour la version allemande de The Magic of The Wizard’s Dream mais surtout deux nouvelles chansons inédites dont une est une reprise de Manowar, Power of thy Sword. Quelques mois plus tard, en décembre 2007, Rhapsody of Fire veut entreprendre une tournée en headliner sur le continent sud-américain. Cette tournée est annulée trois semaines plus tard ; par la suite, il est révélé que le management du groupe voulait discréditer le groupe. Ils émettent donc des menaces sur les promoteurs des différentes dates. La tournée est annulée et Rhapsody of Fire s’engage alors dans un procès contre la firme DeMaio.

### Retour,Frozen Tears of Angelset Nuclear Blast (2009–2011)
Le 18 novembre 2009, le groupe annonce sa signature chez le label Nuclear Blast et dévoile la date de sortie du prochain album The Frozen Tears of Angels, fixée au 30 avril 2010. Cet album retourne à des sources plus power metal en délaissant quelque peu le côté narratif des deux précédents albums et peut par conséquent sembler plus facile d'accès. L'album est très vite suivi d'un EP, The Cold Embrace of Fear, un unique morceau de 35 minutes divisé en sept parties.
Une tournée mondiale débute à automne 2010 pour s'achever au printemps 2011 par une quinzaine de dates en Europe, dont deux dates en France, les 9 et 15 février à Lyon et Paris, respectivement. Le 16 mars 2011, le groupe annonce que le prochain album, From Chaos to Eternity sort le 17 juin 2011 ; il clôt la grande saga débutée il y a plus de 14 ans avec Legendary Tales. Le 16 avril 2011, le guitariste Tom Hess est annoncé comme nouveau membre du groupe et le morceau Aeons of Raging Darkness de l'album From Chaos to Eternity est disponible en téléchargement gratuit.

### Départ de Turilli, et scission (2011–2014)

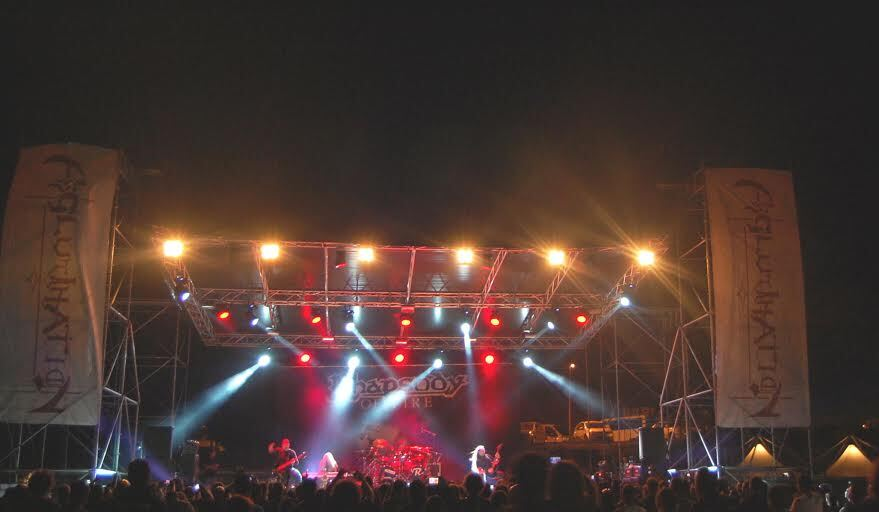
Rhapsody of Fire au Agglutination Metal Festival en 2012.

Le 16 août, un remaniement du groupe est officiellement annoncé, Luca Turilli, Patrice Guers et Dominique Leurquin quittant la formation initiale pour former un nouveau groupe : Luca Turilli's Rhapsody. Alex Holzwarth travaillera avec Manuel Staropoli et Tom Hess sur ce nouveau Rhapsody of Fire, mais sera également dans le groupe de Turilli,,. Le 1er septembre 2011, le site officiel du groupe annonce l'arrivée du nouveau bassiste qui n'est autre qu'Oliver Holzwarth, frère du batteur en place dans le groupe de metal d'Holzwarth. Le 27 septembre 2011, le site officiel du groupe annonce l'arrivée d'un second guitariste, Roberto de Micheli.
En avril 2012, le groupe participe à sa plus grosse tournée, programmée jusqu'en juin 2012. Après leur tournée, ils débutent l'enregistrement de leur prochain album. Le 11 août 2012, le groupe signe avec le label AFM Records.
Le 25 juin 2013, le groupe annonce le départ de Tom Hess, pour ensuite annoncer le 2 juillet 2013 l'arrivée prochaine d'un nouvel album. La sortie de cet album est confirmée lors d'un concert le 12 septembre 2013, par le groupe et AFM Records. Entièrement composé par Alex et Manuel Staropoli, avec la collaboration de Roberto De Micheli, appelée Dark Wings of Steel, qui sort le 22 novembre 2013 en Europe, et le 3 décembre 2013 aux États-Unis. En août 2014, le groupe révèle travailler sur de nouvelles compositions entre festivals et concerts ; ils prévoient une sortie pour printemps 2015.

### Into the LegendetLegendary Years(depuis 2015)
Les changements de line-up continuent en 2015, le groupe remplaçant Oliver Holzwarth par le bassiste italien Alessandro Sala. Ce qui n'empêche pas le groupe de sortir en janvier 2016 son nouvel album Into the Legend, toujours chez AFM Records.
En septembre 2016, Fabio Lione annonce son départ du groupe. En novembre, le groupe annonce officiellement le nom du nouveau chanteur, Giacomo Voli. Le 22 décembre 2016, le groupe annonce sur sa page Facebook officielle l'arrivée de Manu Lotter en tant que nouveau batteur.
Le 26 mai 2017, le groupe publie Legendary Years qui est un réenregistrement de chansons des premiers albums du groupe, allant de Legendary Tales à Power of The Dragon Flame. Il s'agit du premier album du groupe avec la participation de Giacomo Voli et de Manu Lotter. Parallèlement, les anciens membres du groupe, Luca Turilli, Fabio Lione, Alex Holzwarth, Patrice Guers, et Dominique Leurquin se réunissent en tant que Rhapsody pour le 20th anniversary farewell Tour, une tournée d'adieu. Alex Staropoli aurait refusé d'y participer pour se concentrer sur Legendary Years. La tournée mondiale dure plus d'un an et se concentre sur les quatre premiers albums.
En 2021 sort Glory For Salvation qui voit Paolo Marchesich comme nouveau batteur. À cause des conséquences de la crise du Covid-19, cet album ne sera défendu sur scène que durant la première moitié 2023 avec une tournée européenne éponyme sur laquelle les italiens seront accompagnés des groupes Nightmare, Symphonity, Manigance et Avaland.

## Membres

### Membres actuels
- Alex Staropoli – clavier (depuis 1993)
- Roby De Micheli – guitare (depuis 2011)
- Alessandro Sala – basse (depuis 2015)
- Giacomo Voli – chant solo (depuis 2016)
- Paolo Marchesich – batterie (depuis 2020)

### Anciens membres
- Cristiano Adacher – chant solo (1993–1995)
- Andrea Furlan – basse (1993–1995)
- Daniele Carbonera – batterie (1993–1999)
- Alessandro Lotta – basse (1998–2002)
- Luca Turilli – guitare (1993–2011)
- Patrice Guers – basse (2002–2011)
- Tom Hess – guitare (2010–2013)
- Oliver Holzwarth – basse (2011–2015)
- Fabio Lione – chant solo (1995–2016)
- Alex Holzwarth – batterie (2000–2016)
- Manu Lotter – batterie (2016–2020)

### Autres membres
- Manuel Staropoli - flûte (depuis 1997), composition (depuis 2013)

### Anciens membres de session
- Robert Hunecke-Rizzo – basse (1997)
- Sascha Paeth – basse (1997, 2002)
- Jay Lansford – narration (1997–2002)
- Thunderforce – batterie (2000–2002)
- Petr Pololanik – orchestre (2004, 2006)
- Dominique Leurquin – guitare live et en studio (2000–2011)
- Christopher Lee – narration, chant occasionnel (2004–2011)

## Discographie

### Albums studio
- 1997 : Legendary Tales
- 1998 : Symphony of Enchanted Lands
- 2000 : Dawn of Victory
- 2001 : Rain of a Thousand Flames
- 2002 : Power of the Dragonflame
- 2004 : Symphony of Enchanted Lands II - The Dark Secret
- 2006 : Triumph or Agony
- 2010 : The Frozen Tears of Angels
- 2011 : From Chaos to Eternity
- 2013 : Dark Wings of Steel
- 2016 : Into the Legend
- 2017 : Legendary Years
- 2019 : The Eighth Mountain
- 2021 : Glory for Salvation
- 2024 : Challenge The Wind

## Vidéographie

### Clips
- 2015 : Into the Legend, tiré de Into the Legend, réalisé par Randy M. Salo
- 2019 : Rain Of Fury, tiré de The Eighth Mountain
- 2021 : Un'Ode Per L'Eroe, tiré de Glory For Salvation, réalisé par Simone Vrech
- 2022 : Magic Signs, tiré de Glory For Salvation
- 2024 : Challenge the Wind, tiré de l'album éponyme
- 2024 : Diamond Claws, tiré de l'album Challenge the Wind, réalisé par Alex Staropoli

### Clips lyriques
- 2015 : Shining Star, tiré de Into the Legend
- 2016 : Volar Sin Dolor, tiré de Into the Legend
- 2019 : Master Of Peace, tiré de The Eighth Mountain
- 2021 : Glory For Salvation, tiré de l'album épnoyme
- 2024 : A Brave New Hope, tiré de l'album Challenge The Wind